# 拉斯卡·盧克維亞
拉斯卡·盧克維亞（英語：Raska Lukwiya，？—2006年8月12日）是在烏干達北部成立的叛亂組織聖靈抵抗軍中級別第三高的領導人。據稱他是烏干達北部古盧區人，曾先後擔任聖靈抵抗軍旅長、副軍長和軍長，其中軍長是繼約瑟夫·科尼和樊尚·奧蒂之後聖靈抵抗軍的最高級別。
盧克維亞是國際刑事法院於2005年6月首次對其發出逮捕令的五名聖靈抵抗軍領導之一，他被控訴犯下構成危害人類罪的奴隸制度、構成戰爭罪的殘忍行為和攻擊平民行為。
盧克維亞在與政府的烏干達人民國防軍的戰鬥中被殺，當時由南蘇丹政府促成的和平談判仍在進行中。